# Ilex eugeniifolia
Ilex eugeniifolia är en järneksväxtart som beskrevs av Jean Baptiste Louis Pierre. Ilex eugeniifolia ingår i släktet järnekar, och familjen järneksväxter. Inga underarter finns listade i Catalogue of Life.